# Скнара

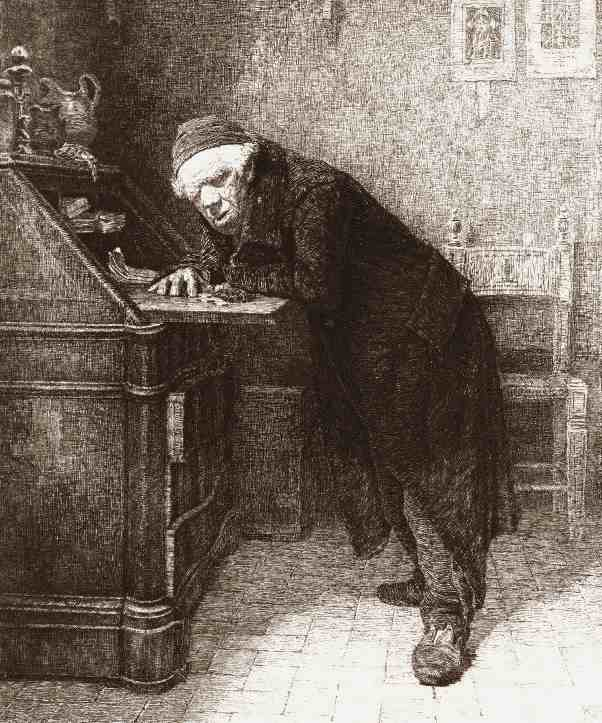

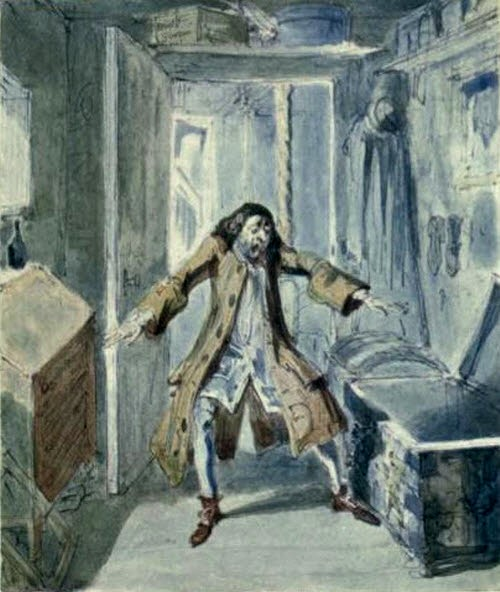
Скнара виявляє зникнення своїх грошей. Картина Джорджа Кракшанк (George Cruickshank's), 1842 рік.

Скнара (англ. miser) — надміру скупа, жадібна людина, яка нехтує навіть елементарними побутовими зручностями, з головною метою — максимальне збереження наявних коштів, скарбу чи майна.
Слово також застосовується у широкому сенсі для характеристики тих, чия поведінка є необґрунтовано надмірно економною.
Скнари є популярними об'єктами, як архетипи, в літературі, мистецтві, кінофільмах.

## У релігії
У християнстві Заходу ставлення до людей, чий інтерес зосереджувався на збиранні грошей, було забарвлене вченням Церкви. З цієї точки зору, і скнара, і лихвар були винні в кардинальному гріху скупості та спільної поведінки.  Згідно з притчею про в’яз і виноградну лозу в квазі-біблійному «Пастирі Герми», багаті та бідні повинні мати стосунки взаємної підтримки. Ті, хто має багатство, потребують молитов бідних за своє спасіння і можуть заробити їх лише діями милосердя.  Типовим пізнім прикладом християнської доктрини на цю тему є книга преподобного Ерскіна Ніла « Багатство, яке не приносить смутку» (1852), моралізаторська робота, заснована на низці біографій, що протиставляють філантропів і скнару.